# Olceclostera bilinea
Olceclostera bilinea är en fjärilsart som beskrevs av William Schaus 1900. Olceclostera bilinea ingår i släktet Olceclostera och familjen silkesspinnare. Inga underarter finns listade i Catalogue of Life.